# Satu Lyytikäinen
Satu Lyytikäinen (ur. w 1973) – fińska biegaczka narciarska, trzykrotna medalistka mistrzostw świata juniorów.
W 1990 roku wystąpiła na mistrzostwach świata juniorów w Les Saisies, gdzie zajęła 37. miejsce w biegu na 5 km, a w sztafecie była piąta. Na rozgrywanych rok później mistrzostwach świata juniorów w Reit im Winkl zdobyła brązowe medale w obu tych konkurencjach, a w biegu na 15 km zajęła 24. miejsce. Ponadto wystąpiła na mistrzostwach świata juniorów w Harrachovie, gdzie zdobyła kolejny brązowy medal w sztafecie, a w biegu na 5 km była czwarta.
W Pucharze Świata zadebiutowała 2 marca 1990 roku w Lahti, zajmując 55. miejsce w biegu na 5 km stylem dowolnym. Pierwsze pucharowe punkty zdobyła 19 marca 2006 roku w Štrbskim Plesie, gdzie zajęła 29. miejsce w biegu na 10 km techniką klasyczną. Był to jednocześnie jej występ w zawodach PŚ, w którym zdobyła punkty. W klasyfikacji generalnej sezonu 1992/1993 zajęła 71. miejsce. Nigdy nie wzięła udział w igrzyskach olimpijskich ani mistrzostwach świata.

## Osiągnięcia

### Mistrzostwa świata juniorów
| Miejsce | Dzień    | Rok  | Miejscowość   | Konkurs                | Wynik     | Strata  | Zwyciężczyni        |
| ------- | -------- | ---- | ------------- | ---------------------- | --------- | ------- | ------------------- |
| 37.     | 30 marca | 1990 | Les Saisies   | 5 km stylem klasycznym | 15:19,9   | +2:11,5 | Olga Daniłowa       |
| 5.      | 31 marca | 1990 | Les Saisies   | Sztafeta 4 × 5 km      | 1:04:35,7 | +2:36,1 | ZSRR                |
| 3.      | 6 marca  | 1991 | Reit im Winkl | 5 km stylem klasycznym | 15:08,2   | +3,9    | Siri Halle          |
| 24.     | 8 marca  | 1991 | Reit im Winkl | 15 km stylem dowolnym  | 45:01,7   | +4:06,2 | Gabriele Heß        |
| 3.      | 10 marca | 1991 | Reit im Winkl | Sztafeta 4 × 5 km      | 57:59,7   | +44,8   | Norwegia            |
| 4.      | 2 marca  | 1993 | Harrachov     | 5 km stylem klasycznym | 16:39,1   | +24,1   | Kateřina Neumannová |
| 3.      | 4 marca  | 1993 | Harrachov     | Sztafeta 4 × 5 km      | 1:05:15,3 | +1:04,5 | Rosja               |
| 15.     | 6 marca  | 1993 | Harrachov     | 15 km stylem dowolnym  | 43:00,6   | +2:44,8 | Irina Składniewa    |

### Puchar Świata

#### Miejsca w klasyfikacji generalnej
- sezon 1992/1993: 71.

#### Miejsca na podium
Lyytikäinen nigdy nie stała na podium zawodów PŚ.